# Banque du Caire
La Banque du Caire (BdC) est une banque commerciale dont le siège social est au Caire, fondée en 1952.

## Histoire
En 1952, plusieurs familles riches, dont la principale est la dynastie juive égyptienne Cattaui et la riche famille de banquiers juifs Sassoon d'Alep, ont créé la Banque du Caire (BC) en tant que banque privée.
En 1957, la BdC reprend les activités égyptiennes du Crédit Lyonnais et du Comptoir National d'Escompte de Paris (CNEP), qui deviendra plus tard BNP Paribas, après que le gouvernement égyptien anationalisé toutes les banques françaises et anglaises (et plus tard toutes les banques étrangères) à la suite de la crise de Suez. La banque considère alors cette décision comme une étape majeure de sa croissance.
En 1961, le gouvernement égyptien nationalise la BdC.
En 1963, le gouvernement syrien nationalise les succursales de la BdC dans ce pays, les intégrant à la Banque de l’Unité Arabe.
En 2019, la Banque centrale des Émirats arabes unis approuve la création d'un bureau de représentation de la Banque du Caire aux Émirats arabes unis.
En septembre 2024, le gouvernement annonce son intention de vendre sa participation dans 32 sociétés, dont la Banque du Caire, l'Arab African International Bank et la Bank of Alexandria via la bourse d'égypte,.